# Eudorylas tucumanus
Eudorylas tucumanus är en tvåvingeart som först beskrevs av Shannon 1927.  Eudorylas tucumanus ingår i släktet Eudorylas och familjen ögonflugor. Inga underarter finns listade i Catalogue of Life.